# 広福院 (久喜市)
広福院（こうふくいん）は、埼玉県久喜市にある真言宗智山派の寺院。

## 歴史
創建年代は不明である。ただ当初は「久本寺」と呼ばれていたが、江戸時代初期に近くの大光寺住職良吽の隠居寺として中興された。その際に、大光寺の院号と同じ「広福院」に改称した。
かつては現在地よりも北に位置していたが、いつの頃かは不明であるが、現在地に移転したという。

## 交通アクセス
- 路線バスアリオ鷲宮イトーヨーカ堂停留所より徒歩13分。